# オクス博士の幻想
『オクス博士の幻想』（オクスはくしのげんそう、Une fantaisie du docteur Ox）はジュール・ヴェルヌの短編小説。1872年に雑誌掲載され、1874年に出版された短編集「オクス博士」に収録された。

## ストーリー
物語の舞台は現在のベルギー、ウェスト＝フランデレン州にある架空の村「キケンドーネ」(Quiquendone) である。何世紀もの間、この村の人々は穏やかで人懐こく、やや粘着質であった。そして、ここのイヌは人を噛まず、ネコは引っ掻かなかった。市長のヴァン・トリカッセは住民が無為に過ごすことの重要性を貴んでいた。
この平和な村に、裕福な科学者のオクス (Ox, ウシの意) 博士と、彼の忠実な助手イジェーヌ (Ygène)は酸水素を用いた無料のガス照明設備を提供していた。しかし、このガスは植物の生長を促進させる一方で、人間を一時的に好戦的にする作用があった。
実は、オクスの真意は遥か7世紀前に遡る怨恨から、隣村のヴィルガメンと戦争を引き起こすことにあった。

## 解説
物語の舞台となるキケンドーネはヴェルヌが住んでいたアミアンのカリカチュアとする意見がある。
当時ヴェルヌはシャルル・ウォルットへの書簡に「妻の希望で私は今アミアンを拠点としています。この地は上品で治安が良く、穏やかな街です」と書いており、キケンドーネの名称は、フランス語で qui qu'en donne?（誰が与えるのか？）と読み換えることができる。また、作品中で酸素が生物に与えた影響は非常に誇張されたものか、または創作に近いものである。

## 登場人物（抜粋）
- オクス博士 - 科学者
- ジェデオン・イジェーヌ - オクスの助手
- ヴァン・トリカッセ - キケンドーネ村長
- ヴァン・ビストローム - 庭師
- フランツ・ニクラウス - 男爵
- スーゼル - 村長の娘

## 出版
『オクス博士の幻想』は本国では1872年に雑誌「Musée des familles（家庭博物館）」に掲載されたのち、1874年出版の短編集「オクス博士」に収録された。他の収録作は以下のように1851年から1855年にかけて発表された初期の作品群であるが、そのうち「モンブラン登頂」はのちにポール・ヴェルヌの手が加えられていることが判明し、再版分からは割愛されている。
1. オクス博士の幻想
2. ザカリウス親方
3. 氷のなかの冬ごもり
4. 空中の悲劇
5. フランス人による40番目のモンブラン登頂

### 日本語訳版
- 古屋健三訳『ドクター・オクス』集英社 1969年
- 窪田般彌訳『オクス博士の幻想』創元SF文庫 1970年 - 南村喬之挿絵

## オペラ化

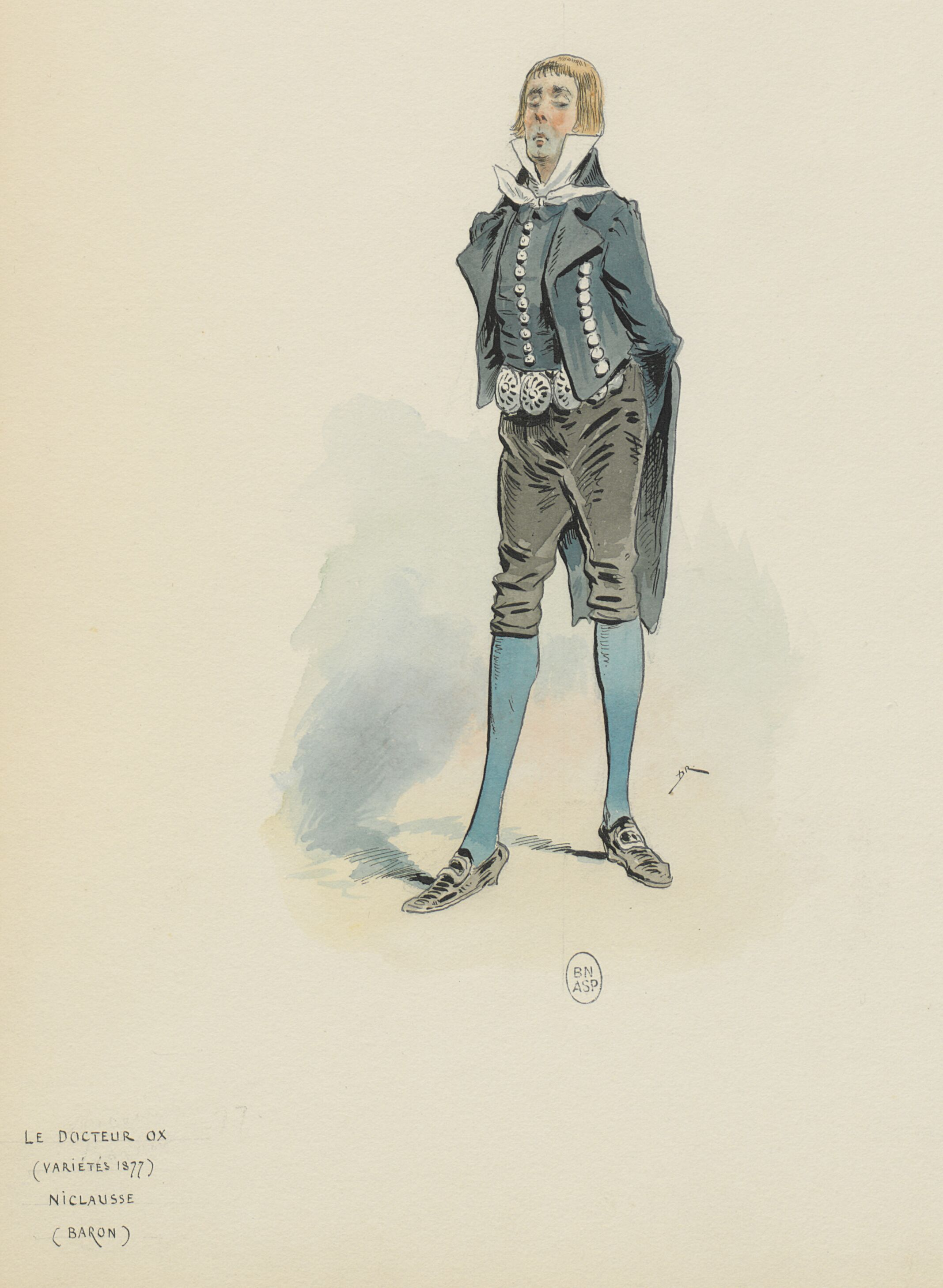
ドラネールによるフランツ・ニクラウスのイラスト

1877年、作曲家のジャック・オッフェンバックは、アルノー・モルティエとフィリップ・ジルの台本で本作を3幕のオペラ・ブッフ、「オクス博士 (オペラ・ブッフ)」として制作した。